# Alan Cotton Meigh
Alan Cotton Meigh (* 1920; † 11. April 2010 in Hungerford), meist A. C. Meigh zitiert, war ein britischer Bauingenieur und Spezialist im Bereich der Geotechnik.
Meigh war promovierter Ingenieur (D.Sc.) und ausgewiesener Experte für Drucksondierungen, wozu er in den 1980er Jahren das Standardwerk Cone penetration testing: methods and interpretation verfasste. Ein weiteres Arbeitsgebiet waren allgemeine Feldmessmethoden („In-situ-Tests“). In den 1980er Jahren arbeitete er bei Woodward-Clyde Consultants in West Woodhay, Berkshire.

## Auszeichnungen und Mitgliedschaften
1976 wurde Meigh als Rankine Lecturer durch die British Geotechnical Association ausgezeichnet für sein Werk mit dem Titel „The Triassic rocks, with particular reference to predicted and observed performance of some major foundations“.
Meigh war Fellow der Geological Society of London, des City and Guilds of London Institute (FCGI), der Institution of Civil Engineers und Offizier des Order of the British Empire (OBE).

## Schriften
- Cone penetration testing: methods and interpretation, CIRIA Ground Engineering Report, London, Butterworths-Heinemann 1987
- mit I. K. Nixon: Comparison of in-situ tests for granular soils, Proc. 5. ICSMFE, Paris, 1961, Band 1, S. 499–507
- mit B. O. Corbett A comparison of in-situ measurements in a soft clay with laboratory tests and the settlement of oil tanks, Proc. Conf. In-situ Investigations in Soils and Rocks, British Geotechnical Society, London 1969, 173–179